# Коростська сільська рада
Ко́ростська сільська́ ра́да — колишній орган місцевого самоврядування в Сарненському районі Рівненської області. Адміністративний центр — село Корост.

## Загальні відомості
- Коростська сільська рада утворена в 1939 році.
- Територія ради: 52,007 км²
- Населення ради: 3 905 осіб (станом на 1 грудня 2012 року)
- Водоймища на території сільської ради: річки Горинь; Мельниця; озера Галисте, Лодище.

## Населені пункти
Сільській раді були підпорядковані населені пункти:
- с. Корост
- с. Мале Вербче
- с. Одринки

## Склад ради
Рада складалася з 20 депутатів та голови.
- Голова ради: Климець Олександр Захарович
- Секретар ради: Мамчур Ольга Іванівна

### Керівний склад попередніх скликань
| Прізвище, ім'я, по батькові | Основні відомості                                                 | Дата обрання | Дата звільнення |
| --------------------------- | ----------------------------------------------------------------- | ------------ | --------------- |
| Бережний Петро Нестерович   | Голова ради, 1957 року народження, освіта середня спеціальна      | 20.07.1994   | 02.01.2001      |
| Швороб Віталій Іванович     | Голова ради                                                       | 02.01.2001   | 26.03.2006      |
| Климець Олександр Захарович | Сільський голова, 1965 року народження, освіта вища, безпартійний | 26.03.2006   | 31.10.2010      |
| Климець Олександр Захарович | Сільський голова, 1965 року народження, освіта вища, безпартійний | 31.10.2010   |                 |

Примітка: таблиця складена за даними сайту Верховної Ради України

### Депутати
За результатами місцевих виборів 2010 року депутатами ради стали:

#### За суб'єктами висування
| Суб'єкт висування                                   | Кількість обраних депутатів | %  |
| --------------------------------------------------- | --------------------------- | -- |
| Самовисування                                       | 8                           | 40 |
| Народна партія                                      | 7                           | 35 |
| Політична партія Всеукраїнське об'єднання «Свобода» | 5                           | 25 |

#### За округами
| № округу                                            | Прізвище, ім'я, по батькові   | Дата визнання обраним | Освіта             | Партійна приналежність | Відомості про обраного депутата                                       |
| --------------------------------------------------- | ----------------------------- | --------------------- | ------------------ | ---------------------- | --------------------------------------------------------------------- |
| Народна Партія                                      |                               |                       |                    |                        |                                                                       |
| 3                                                   | Сорока Ольга Кузьмівна        | 01.11.2010            | середня спеціальна | позапартійна           | Великовербченськеспоживче товариство, продавець                       |
| 4                                                   | Комар Роза Василівна          | 01.11.2010            | вища               | позапартійна           | Сарни-Фармація, завідувачка аптеки № 4                                |
| 5                                                   | Кулінка Михайло Антонович     | 01.11.2010            | середня            | позапартійний          | пенсіонер                                                             |
| 6                                                   | Комар В'ячеслав Степанович    | 01.11.2010            | вища               | позапартійний          | Сільськогосподарське приватне підприємство «Мир», зоотехнік           |
| 8                                                   | Левчун Василь Олексійович     | 01.11.2010            | середня            | позапартійний          | Сільськогосподарське приватне підприємство «Мир», водій               |
| 17                                                  | Давидюк Іван Павлович         | 01.11.2010            | середня            | позапартійний          | пенсіонер                                                             |
| 19                                                  | Бережний Василь Нестерович    | 01.11.2010            | середня            | позапартійний          | пенсіонер                                                             |
| Політична партія Всеукраїнське об'єднання «Свобода» |                               |                       |                    |                        |                                                                       |
| 12                                                  | Мартиненко Тетяна Семенівна   | 01.11.2010            | середня            | позапартійна           | пенсіонер                                                             |
| 15                                                  | Бухало Андрій Григорович      | 01.11.2010            | вища               | позапартійний          | приватний підприємець                                                 |
| 16                                                  | Хібеба Віктор Гнатович        | 01.11.2010            | середня            | позапартійний          | Маловербченськазагальноосвітня школа І-ІІ ст., технічний працівник    |
| 18                                                  | Комар Ростислав Іванович      | 01.11.2010            | вища               | позапартійний          | тимчасово не працює                                                   |
| 20                                                  | Чиж Сергій Григорович         | 01.11.2010            | середня            | позапартійний          | тимчасово не працює                                                   |
| Самовисування                                       |                               |                       |                    |                        |                                                                       |
| 1                                                   | Галуха Іван Тарасович         | 01.11.2010            | вища               | позапартійний          | Коростська сільська рада, спеціаліст по соціальній роботі             |
| 2                                                   | Чиж Оксана Василівна          | 01.11.2010            | вища               | позапартійна           | Коростська сільська рада, касир сільської ради                        |
| 7                                                   | Мамчур Ольга Іванівна         | 01.11.2010            | вища               | позапартійна           | Коростська сільська рада, бухгалтер                                   |
| 9                                                   | Телетьон Володимир Трохимович | 01.11.2010            | середня спеціальна | позапартійний          | Коростська лікувальна амбулаторія сімейної медицини, зубний лікар     |
| 10                                                  | Бережна Любов Ананіївна       | 01.11.2010            | середня спеціальна | позапартійна           | відділ зв'язку с. Корост, листоноша                                   |
| 11                                                  | Гольонко Раїса Романівна      | 01.11.2010            | вища               | позапартійна           | Коростська загальноосвітня школа І-ІІІ ст., вчитель початкових класів |
| 13                                                  | Кошудько Микола Васильович    | 01.11.2010            | вища               | позапартійний          | Маловербченська загальноосвітня школа І-ІІ ст., директор              |
| 14                                                  | Ярощук Людмила Василівна      | 01.11.2010            | вища               | позапартійна           | Коростська сільська рада, соціальнийпрацівник                         |

## Дорожньо-транспортне забезпечення
Транспортне сполучення із обласним центром м. Рівне здійснюється ТзоВ «Компанія автобусних перевезень». Кількість оборотних рейсів по маршруту Кричильськ — Рівне ч/з с. Корост становить 4 та В. Вербче — Рівне ч/з с. Корост становить 4. Кількість оборотних рейсів по маршруту Степань — Сарни ч/з с. Корост становить 2 та В .Вербче — Сарни ч/з с. Корост становить 6.
Протяжність сільських доріг та вулиць становить 21 км, частина з твердим покриттям, частина ґрунтові. Є потреба в твердому покритті частини вулиць с. Корост, с. Мале Вербче та с. Одринки.

## Надходження та видатки сільського бюджету
| Роки | Всього     | Власні надходження (без урахування трансфертів) | Офіційні трансферти | Офіційні трансферти | Офіційні трансферти |
| Роки | Всього     | Власні надходження (без урахування трансфертів) | Разом               | В тому числі        | В тому числі        |
| Роки | Всього     | Власні надходження (без урахування трансфертів) | Разом               | субвенція           | дотація             |
| ---- | ---------- | ----------------------------------------------- | ------------------- | ------------------- | ------------------- |
| 2008 | 709661,00  | 144354,00                                       | 565307,00           | 55574,00            | 509733,00           |
| 2009 | 817812,00  | 159568,00                                       | 658244,00           | 40000,00            | 618244,00           |
| 2010 | 1760262,00 | 192551,00                                       | 1567711,00          | 138284,00           | 1429427,00          |
| 2011 | 1203067,00 | 174948,00                                       | 1028119,00          | 40000,00            | 988119,00           |

| Роки | Видатки    | Видатки        | Видатки          |
| Роки | Всього     | В тому числі   | В тому числі     |
| Роки | Всього     | загальний фонд | спеціальний фонд |
| ---- | ---------- | -------------- | ---------------- |
| 2008 | 825107,44  | 742613,55      | 82493,89         |
| 2009 | 841173,79  | 805211,49      | 35962,30         |
| 2010 | 1298578,89 | 1210343,60     | 88235,29         |
| 2011 | 1637027,47 | 871770,72      | 765256,75        |

## Демографія
| Дата          | Населення (чол.) |
| ------------- | ---------------- |
| 01.01.2009 р. | 3899             |
| 01.01.2010 р. | 3846             |
| 01.01.2011 р. | 3856             |
| 01.01.2012 р. | 3882             |
| 01.12.2012 р. | 3905             |

| Назви населених пунктів | Чоловіки | Чоловіки | Чоловіки | Чоловіки | Чоловіки | Жінки | Жінки | Жінки | Жінки | Жінки  |
| Назви населених пунктів | 0-17     | 18-39    | 40-59    | 60+      | Усього   | 0-17  | 18-39 | 40-59 | 60+   | Усього |
| ----------------------- | -------- | -------- | -------- | -------- | -------- | ----- | ----- | ----- | ----- | ------ |
| Корост                  | 391      | 402      | 224      | 82       | 1099     | 329   | 356   | 224   | 176   | 1085   |
| Мале Вербче             | 142      | 185      | 122      | 54       | 503      | 160   | 177   | 112   | 96    | 545    |
| Одринки                 | 105      | 135      | 66       | 27       | 333      | 101   | 127   | 57    | 55    | 340    |

| Назви населених пунктів | Усього населення | Працездатне населення | Працездатне населення | Працездатне населення | Працездатне населення | Працездатне населення | Працездатне населення | Непрацездатне населення | Непрацездатне населення | Непрацездатне населення | Непрацездатне населення | Непрацездатне населення | Непрацездатне населення |
| Назви населених пунктів | Усього населення | Чоловіки              | Чоловіки              | Жінки                 | Жінки                 | Разом                 | Разом                 | Чоловіки                | Чоловіки                | Жінки                   | Жінки                   | Разом                   | Разом                   |
| Назви населених пунктів | Усього населення | Ч.                    | %                     | Ч.                    | %                     | Ч.                    | %                     | Ч.                      | %                       | Ч.                      | %                       | Ч.                      | %                       |
| ----------------------- | ---------------- | --------------------- | --------------------- | --------------------- | --------------------- | --------------------- | --------------------- | ----------------------- | ----------------------- | ----------------------- | ----------------------- | ----------------------- | ----------------------- |
| Корост                  | 2184             | 628                   | 29                    | 578                   | 26                    | 1206                  | 55                    | 473                     | 21                      | 505                     | 23                      | 978                     | 44                      |
| Мале Вербче             | 1048             | 307                   | 29                    | 281                   | 27                    | 588                   | 56                    | 198                     | 19                      | 262                     | 25                      | 460                     | 44                      |
| Одринки                 | 673              | 190                   | 28                    | 182                   | 27                    | 372                   | 55                    | 145                     | 22                      | 156                     | 23                      | 301                     | 45                      |

| Роки                           | Загальна чисельність населення | Померло | Народилося | Приріст, зменшення (+, -) |
| ------------------------------ | ------------------------------ | ------- | ---------- | ------------------------- |
| 2008                           | 3899                           | 30      | 74         | +44                       |
| 2009                           | 3846                           | 48      | 83         | +35                       |
| 2010                           | 3856                           | 37      | 86         | +49                       |
| 2011                           | 3882                           | 40      | 65         | +25                       |
| 2012 (станом на 01.12.2012 р.) | 3905                           | 29      | 83         | +54                       |

| Населений пункт | Кількість будинків | Кількість будинків | Кількість будинків | Кількість будинків | Кількість будинків |
| --------------- | ------------------ | ------------------ | ------------------ | ------------------ | ------------------ |
| Населений пункт | 2008 р.            | 2009 р.            | 2010 р.            | 2011 р.            | 2012 р.            |
| Корост          | 496                | 496                | 499                | 499                | 500                |
| Мале Вербче     | 270                | 270                | 270                | 270                | 270                |
| Одринки         | 143                | 143                | 145                | 145                | 146                |

## Культура, відпочинок та спорт
На території сільської ради знаходиться Будинок культури с. Корост та клуби с. Мале Вербче і с. Одринки.
Також є три спортивні майданчики які відносяться до Коростської ЗОШ, Одринківської ЗОШ, Маловербченської ЗОШ.

### Об'єкти культурної спадщини місцевого значення
- пам'ятник воїнам-односельчанам (c. Корост);
- пам'ятник Т. Г. Шевченку (c. Корост);
- пам'ятний знак землякам, які загинули у роки Другої світової війни (c. Корост);
- братська могила радянських воїнів (с. Мале Вербче).

Пам'ятник Т. Г. Шевченку знаходиться біля будівлі сільської ради. Виготовлений архітектором М. В. Васильєвим у м. Москва. Дата встановлення — 1968 р.